# Alexandru Albu (membru CC al PCR)
Alexandru Albu (n. 11 iulie 1942, Mozăceni, România) este un fost tehnician chimist și politician comunist român, membru supleant al Comitetului Central al Partidului Comunist Român în perioada 24 noiembrie 1989–22 decembrie 1989.

## Biografie

### Studii
După ce a făcut școala medie tehnică de chimie, s-a calificat tehnician chimist; a urmat și școala de partid de cinci luni.

### Activitate
A fost membru de partid din 1966. De asemenea, a fost secretar al Comitetului de partid din Întreprinderea de Aluminiu Slatina, între anii 1980 și 1989.

## Vezi și
- Lista membrilor Comitetului Central al Partidului Comunist Român